# Wasting Light
Wasting Light är det amerikanska rockbandet Foo Fighters sjunde studioalbum. Det släpptes den 12 april 2011. I och med detta album har Pat Smear återkommit som officiell medlem. Krist Novoselic medverkar på låten I Should Have Known. Bob Mould från bandet Hüsker Dü medverkar på låten Dear Rosemary. Albumet producerades av Butch Vig och spelades in på analogt rullband i Dave Grohls hem.

## Låtlista
| Nr  | Titel               | Längd |
| --- | ------------------- | ----- |
| 1.  | Bridge Burning      | 4:47  |
| 2.  | Rope                | 4:19  |
| 3.  | Dear Rosemary       | 4:27  |
| 4.  | White Limo          | 3:23  |
| 5.  | Arlandria           | 4:28  |
| 6.  | These Days          | 4:59  |
| 7.  | Back & Forth        | 3:52  |
| 8.  | A Matter of Time    | 4:36  |
| 9.  | Miss the Misery     | 4:33  |
| 10. | I Should Have Known | 4:16  |
| 11. | Walk                | 4:16  |

## Musiker
- Dave Grohl – sång, gitarr
- Taylor Hawkins – trummor
- Nate Mendel – elbas
- Chris Shiflett – gitarr
- Pat Smear – gitarr